# Resi Stiegler
Resi Stiegler (ur. 14 listopada 1985 w Jackson Hole) – amerykańska narciarka alpejska, specjalizująca się w konkurencjach technicznych, trzykrotna medalistka mistrzostw świata juniorów.

## Kariera
Po raz pierwszy na arenie międzynarodowej pojawiła się 4 grudnia 2000 roku w Saint-Côme, gdzie w zawodach Pucharu Ameryki Północnej nie ukończyła pierwszego przejazdu w slalomie. W 2003 roku wystartowała na mistrzostwach świata juniorów w Briançonnais, zdobywając brązowe medale w slalomie i kombinacji. Jeszcze dwukrotnie startowała na imprezach tego cyklu, najlepszy wynik osiągając podczas mistrzostw świata juniorów w Bardonecchii w 2005 roku, gdzie była druga w kombinacji.
W zawodach Pucharu Świata zadebiutowała 22 grudnia 2002 roku w Lenzerheide, zajmując jedenaste miejsce w slalomie. Tym samym już w swoim debiucie zdobyła pierwsze pucharowe punkty. Na podium zawodów PŚ po raz pierwszy stanęła 4 marca 2012 roku w Ofterschwang, zajmując drugie miejsce w slalomie. W zawodach tych rozdzieliła Kanadyjkę Erin Mielzynski i Austriaczkę Marlies Schild. Najlepsze wyniki osiągnęła w sezonie 2006/2007, kiedy to w klasyfikacji generalnej zajęła 25. miejsce, a w klasyfikacji kombinacji była piąta. W 2006 roku wystąpiła na igrzyskach olimpijskich w Turynie, gdzie zajęła 11. miejsce w kombinacji i 12. miejsce w slalomie. Na rozgrywanych osiem lat później igrzyskach w Soczi zajęła 29. miejsce w gigancie, a slalomu nie ukończyła. Była też między innymi szósta podczas mistrzostw świata w Santa Caterina w 2005 roku.
Resi jest córką Josefa Stieglera mistrza olimpijskiego w slalomie z 1964 roku.
W kwietniu 2021 r. ogłosiła zakończenie kariery sportowej.

## Osiągnięcia

### Igrzyska olimpijskie
| Miejsce | Dzień     | Rok  | Miejscowość | Konkurencja | Czas biegu | Strata | Zwycięzca        |
| ------- | --------- | ---- | ----------- | ----------- | ---------- | ------ | ---------------- |
| 11.     | 18 lutego | 2006 | Sestriere   | Kombinacja  | 2:55,79    | +4,71  | Janica Kostelić  |
| 12.     | 22 lutego | 2006 | Sestriere   | Slalom      | 1:31,48    | +2,44  | Anja Pärson      |
| 29.     | 18 lutego | 2014 | Soczi       | Gigant      | 2:36,87    | +7,20  | Tina Maze        |
| DNF2    | 21 lutego | 2014 | Soczi       | Slalom      | 1:44,54    | -      | Mikaela Shiffrin |
| 36.     | 15 lutego | 2018 | Jeongseon   | Gigant      | 2:20,02    | +11,72 | Mikaela Shiffrin |
| DNF1    | 16 lutego | 2018 | Jeongseon   | Slalom      | 1:38,63    | -      | Frida Hansdotter |

### Mistrzostwa świata
| Miejsce | Dzień     | Rok  | Miejscowość       | Konkurencja     | Czas biegu  | Strata  | Zwycięzca        |
| ------- | --------- | ---- | ----------------- | --------------- | ----------- | ------- | ---------------- |
| 10.     | 10 lutego | 2003 | Sankt Moritz      | Kombinacja      | 2:41,63     | +3,97   | Janica Kostelić  |
| 19.     | 15 lutego | 2003 | Sankt Moritz      | Slalom          | 1:39,55     | +2,22   | Janica Kostelić  |
| 21.     | 4 lutego  | 2005 | Santa Caterina    | Kombinacja      | 2:53,70     | +36,93  | Janica Kostelić  |
| 6.      | 11 lutego | 2005 | Santa Caterina    | Slalom          | 1:47,98     | +1,29   | Janica Kostelić  |
| DNF     | 6 lutego  | 2007 | Åre               | Superkombinacja | 1:57,69     | -       | Anja Pärson      |
| 35.     | 13 lutego | 2007 | Åre               | Gigant          | 2:31,72     | +6,36   | Nicole Hosp      |
| 8.      | 16 lutego | 2007 | Åre               | Slalom          | 1:43,91     | +1,07   | Šárka Záhrobská  |
| 19.     | 12 lutego | 2009 | Val d’Isère       | Slalom          | 1:51,80     | +4,54   | Maria Riesch     |
| 19.     | 11 lutego | 2011 | Ga-Pa             | Slalom          | 1:45,79     | +3,68   | Marlies Schild   |
| 22.     | 16 lutego | 2013 | Schladming        | Slalom          | 1:39,85     | +3,19   | Mikaela Shiffrin |
| DNS2    | 14 lutego | 2015 | Vail/Beaver Creek | Slalom          | 1:38,48     | —       | Mikaela Shiffrin |
| DNF1    | 16 lutego | 2017 | Sankt Moritz      | Gigant          | 2:05,55     | —       | Tessa Worley     |
| 11.     | 18 lutego | 2017 | Sankt Moritz      | Slalom          | 1:37,27 min | +3,14 s | Mikaela Shiffrin |

### Puchar Świata

#### Miejsca w klasyfikacji generalnej
- sezon 2002/2003: 92.
- sezon 2003/2004: 54.
- sezon 2004/2005: 45.
- sezon 2005/2006: 42.
- sezon 2006/2007: 25.
- sezon 2007/2008: 40.
- sezon 2010/2011: 98.
- sezon 2011/2012: 57.
- sezon 2012/2013: 77.
- sezon 2013/2014: 80.
- sezon 2014/2015: 65.
- sezon 2015/2016: 48.
- sezon 2016/2017: 61.
- sezon 2017/2018: 69.

#### Miejsca na podium w zawodach
1. Ofterschwang – 4 marca 2012 (slalom) – 2. miejsce